# Alphonse Indelicato
Alphonse "Sonny Red" Indelicato (25 februarie 1931 în Mica Italie, Manhattan - 5 mai 1981 în Dyker Heights, Brooklyn) a avut funcția de caporegime în familia mafiotă Bonanno din New York City. 
În pragul unui război în cadrul familiei Bonanno, Indelicato a acceptat să se întâlnească cu Dominick Napolitano pentru a ajunge la un acord. Cu toate acestea, rezultatul întâlnirii nu a fost favorabil iar Indelicato a acceptat o a doua întâlnire la data de 5 mai 1981. La acea întâlnire lui Indelicato, Philip Giaccone și Dominick Trinchera li s-a pregătit o ambuscadă, unde toți trei au fost împușcați mortal. 